# Лаписс, Пьер Белон
Пьер Белон Лаписс (фр. Pierre Belon Lapisse; 1762—1809) — французский военный деятель, дивизионный генерал (1806 год), барон (1808 год), участник революционных и наполеоновских войн. Имя генерала выбито на Триумфальной арке в Париже.

## Биография

### Происхождение и начало военной карьеры
Родился в семье драпировщиков Жозефа Беллона (фр. Joseph Bellon) и Туанетты Дотель (фр. Toinette Dautel). Начал военную службу 27 ноября 1778 года солдатом в Арманьякском пехотном полку. С 1780 по 1783 год принимал участие в войне за независимость Соединённых Штатов. 5 апреля 1784 года дослужился до звания сержанта. 27 ноября 1788 года был уволен со службы.

### Начало Революционных войн
Французская революция вспыхнула 14 июля 1789 года, и карьера Лаписса сделала новый поворот. 19 декабря он был назначен лейтенантом свободной роты корсиканских стрелков, а затем, 9 мая 1793 года, вместе с ротой вошёл в состав 16-го батальона лёгкой пехоты в звании старшего аджюдана. Данный батальон составил ядро новой сформированной 16-й полубригады лёгкой пехоты. 2 августа 1793 года Лаписс был произведён в капитаны. 7 ноября 1793 стал адъютантом генерала Жантийи. 22 марта 1794 года произведён представителем народа в командиры батальона. Он служил на Корсике два года, и участвовал в осаде Бастии, где был ранен. 9 января 1795 года был назначен комендантом форта Сен-Николя в Марселе.

### Полковник
26 марта 1795 года Лаписс получил звание полковника, и был отправлен в Пьемонт, где получил новую рану под Ормеей 16 августа. Несколькими месяцами позже, 8 ноября, он был назначен временным командиром 83-й полубригады линейной пехоты.

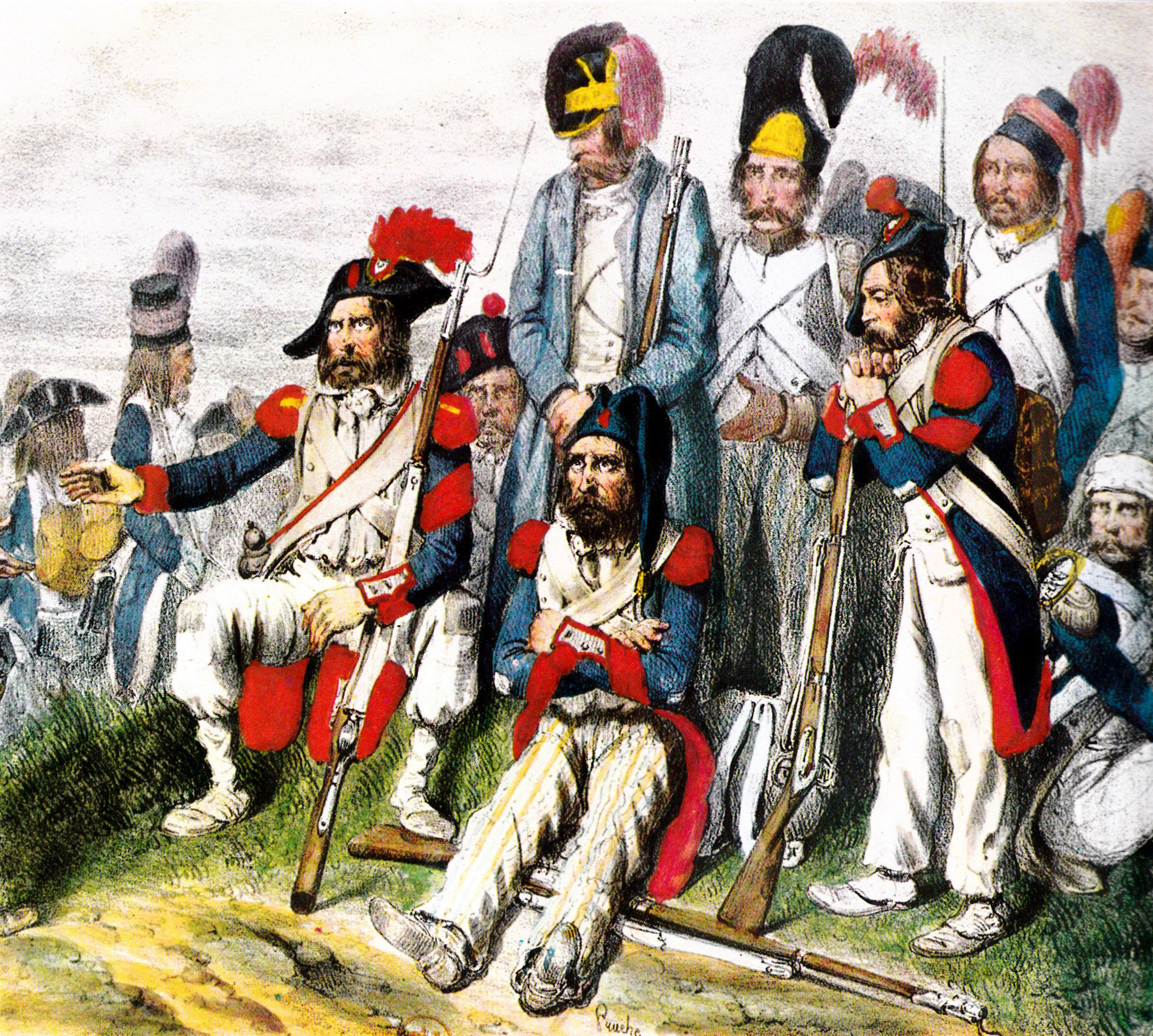
Армия Италии в 1796 году

19 мая 1796 года Лаписс и его 83-я были приписаны к Итальянской армии Бонапарта, и стала частью 1-й дивизии генерала Муре. После «второй амальгамы» французской армии в мае, 83-я влилась в состав 57-й полубригады, а Лаписс стал её временным командиром с 19 июня 1796 года. 57-я отличилась 3 августа в битва при Лонато, в составе бригады Виктора. 28 октября Лаписс был назначен комендантом Арля. 19 сентября 1797 года Лаписс стал комендантом Антиба.
В 1798 году Лаписса перевели сперва в Английскую, а затем в Майнцскую армию. 10 июня 1799 года Лаписс был переведён в Дунайскую армию, и стал командиром 36-й линейной полубригады, которая входила в дивизию Сульта. 14 и 15 августа под началом Шабрана сражался у Айнзидельна. В ходе 2-й битвы при Цюрихе – с 25 по 26 сентября 1799 года – Лаписс, вновь находясь под начальством Сульта, вместе с полковником Лоше отвечал за то, чтобы переправиться через Линт по мосту Гринан. Поначалу, Лоше успешно развёртывал свой полк на другой стороне, но был энергично атакован тремя русскими батальонами, в результате чего мост был разрушен. Лаписс, в свою очередь, вступил в бой, и хорошо поставленной стрельбой из мушкетов привнёс беспорядок в ряды врагов, которые Лоше довершил мощной штыковой атакой. Австрийский генерал Фридрих фон Готце был убит во время битвы, а его армия отброшена. 26 сентября, прямо на поле боя, Лаписс был произведён в бригадные генералы.

### Бригадный генерал
3 октября 1799 года возглавил бригаду в 4-й дивизии Газана, 8 октября – в 3-й дивизии Мортье. 8 декабря 1799 года был переведён в Итальянскую армию, где отличился под началом генералов Брюна и Монсе. 26 декабря 1800 года в составе дивизии Дельма сражался у Монцамбано.12 января 1801 года в бою под Кастельфранко-Венето под ним была убита лошадь, а он возглавил 1-ю французскую авангардную бригаду. С 13 апреля 1801 года Лаписс служил во французской дивизии в Лигурийской республике. С 19 августа 1802 года без служебного назначения.
23 сентября 1802 года был переведён в 10-й военный округ. С 15 ноября 1803 года командовал бригадой пехотной дивизии в военных лагерях Байонны, затем Бреста под началом Ожеро. 29 августа 1805 года дивизия стала частью 7-го армейского корпуса Великой Армии. Лаписс принимал участие в кампаниях 1805, 1806 и 1807 годов. Генерал присутствовал с остальной частью его дивизии во время австрийской капитуляции в Дорнбирне 13 ноября 1805 года, когда французам сдались фельдмаршал Елачич, три генерала, 160 офицеров и 3895 солдат. В следующем году Лаписс отличился при Йене, где во главе четырёх батальонов 16-го лёгкого действовал в авангарде своей дивизии, и на перевале Шнек разбил саксонцев фон Цешвица. Деревня Иссерштадт попала в руки 7-го корпуса в 11:30. Битва продолжалась весь день и закончилась капитуляцией почти всей саксонской дивизии в 6000 человек. 20 декабря отличился при захвате Плоцка. Затем начались операции против русских. 24 декабря при Чарново Лаписс проявил свои способности. В то время как основная часть дивизии Дежардена, несмотря на яростное сопротивление, переправлялась через Вкру у Колозомба, Лаписс спустился вниз по течению к мосту в Прушково, сбил с позиции неприятеля и захватил дополнительный пункт для переправы. Двумя днями позднее он отличился при Голымине, и 30 декабря 1806 года был награждён званием дивизионного генерала.

### Командир дивизии

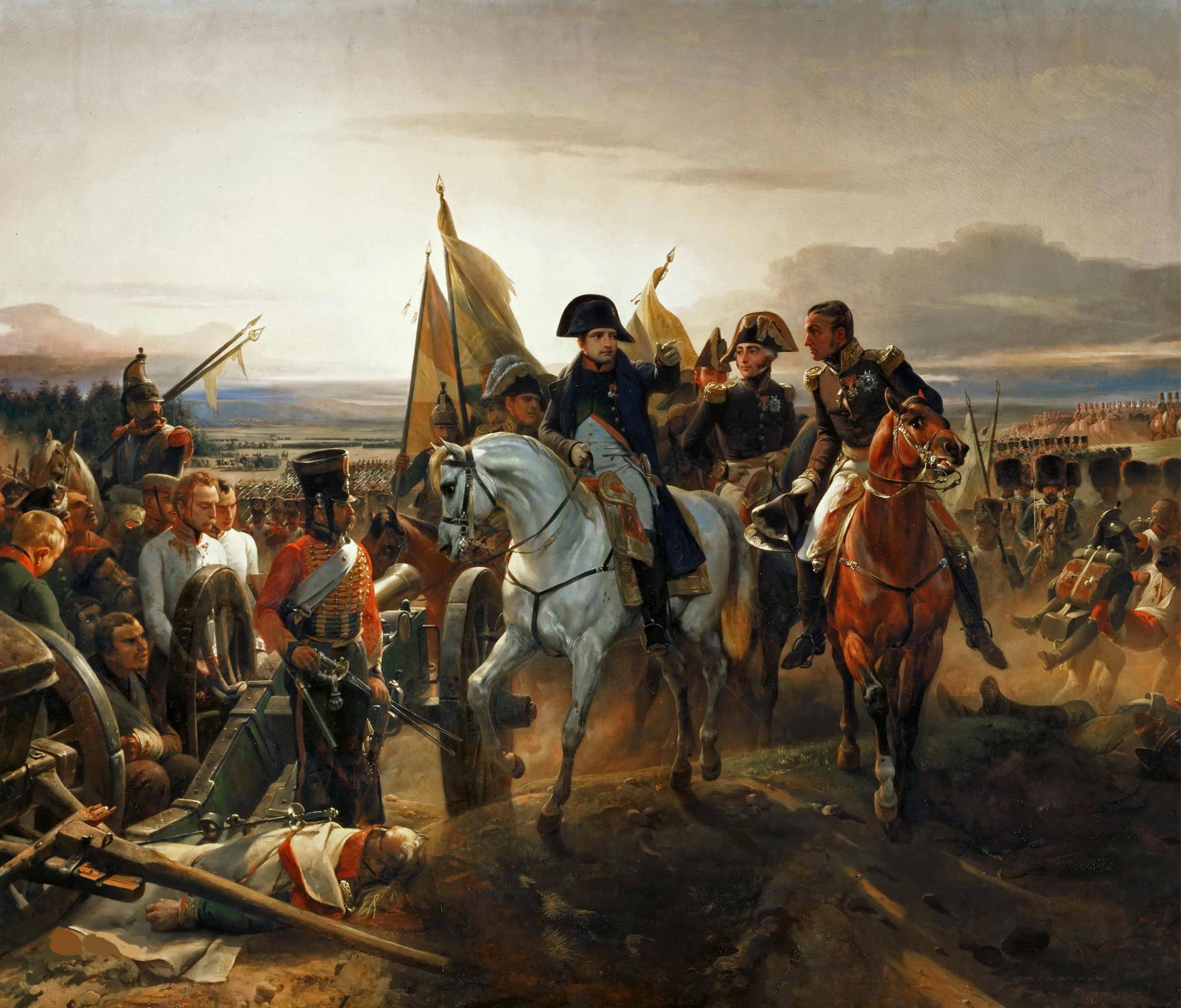
Наполеон при Фридланде

6 февраля 1807 года был назначен командиром 2-й пехотной дивизии 1-го армейского корпуса маршала Бернадотта. 5 июня сражался у Шпандена. Блестяще проявил себя 14 июня в генеральном сражении при Фридланде. 7 сентября 1808 года его дивизия вошла в состав Армии Испании. 10 ноября Виктор столкнулся лоб в лоб с испанской армией генерала Блейка. Виллатт бросает в атаку свою пехоту, не дожидаясь подкрепления от Виктора. Однако атака французов была отражена регулярными войсками Северной дивизии маркиза Романа. Виктор, в свою очередь, прибывает на поле боя со своими двумя дивизиями Лаписса и Рюффена, часть которых приходит на подкрепление Виллатта. Новая атака была предпринята в том же месте, но была вновь отбита Романой, которому на помощь пришёл Блейк. Бои прекратились днём из-за густого тумана. 11-го числа Виктор, полагая, что Блейку следует ожидать атаки справа от него, как и две предыдущие, изменил стратегию и послал Лаписса атаковать левый фланг испанцев. На этот раз защитники оказались не такого качества, как солдаты Романы: после того, как их главные офицеры были выведены из строя, испанцы отступили. Генерал Мезон, один из подчинённых Лаписса, повёл свою бригаду в испанский центр как раз в тот момент, когда Виктор приказал атаковать в лоб остальную часть 1-го корпуса. Под тяжестью французской атаки испанская армия дрогнула и разбежалась в окружающих горах. Французы потеряли тысячу человек убитыми и ранеными, но их противники оставили на поле боя около 3000 человек, треть из которых принадлежала только Северной дивизии. Затем принимал участие во взятии Мадрида с 2 по 4 декабря 1808 года. 1 января 1809 года Наполеон приказал Лаписсу действовать независимо от 1-го корпуса в провинции Леон .К его дивизии были присоединены кавалерийские бригады Давене и Мопти. Недовольный таким положением дел, лишившим его части войск, Виктор настоял на том, чтобы к нему вновь была присоединена дивизия Лаписса, но король Жозеф Бонапарт упорно отказывался это сделать. Разочаровав надежды маршала, Наполеон планировал вторжение в Португалию по трём направлениям: на севере — Сульт и его 20 000 человек; на востоке — 9000 солдат под командованием Лаписса; наконец, южнее — 1-й корпус Виктора. Столкнувшись с Лаписсом, британский генерал Уилсон со своими 1200 регулярными португальскими войсками применил агрессивную тактику, чтобы произвести впечатление на французского генерала. Манёвр удался блестяще: Лаписс, убеждённый в численном превосходстве противника, прервал своё продвижение, и наконец, отступил, чтобы присоединиться к Виктору. По пути он встретил португальских ополченцев и регулярных солдат полковника Мейна, которых он разогнал в битве при Алькантаре 14 мая 1809 года. Португальцы насчитали 250 убитых и раненых, тогда как потери французов были минимальными. Войска Лаписса воспользовались возможностью разграбить город, прежде чем присоединиться к Виктору в Мериде.

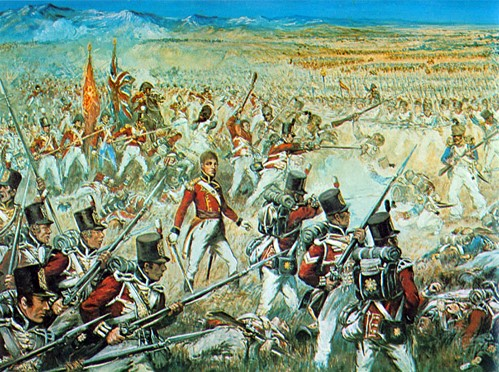
Атака дивизии Лаписса на дивизию Шербрука при Талавере 28 июля 1809 года

27 июля 1809 года, пока Виктор преследовал испанскую армию Куэсты, Уэлсли пытался прикрыть отступление своего союзника при переправе через Альберче. После успешного руководства операцией 3-я британская дивизия генерала Маккензи вернулась на западный берег. Британская кавалерия отошла, потому что леса, окружающие деревню Каса-де-Салинас, где базировалась дивизия Маккензи, не позволяли её использовать. Тем временем прибывает дивизия Лаписса и, переправившись через Альберче незамеченной, умудряется подойти очень близко к английским позициям из-за отсутствия пикетов. Внезапная атака Лаписса на левый фланг Маккензи полностью удивила его противников, в том числе Уэлсли, который в тот момент находился в этом районе. Дивизия бросилась на бригаду Донкина и последовательно разбила три батальона 87-го, 88-го и 31-го британских полков, потерявших 80 пленных. 45-й и 60-й полки сумели удержать позиции и прикрыли отход своих несчастных товарищей. Несмотря на сильное давление со стороны французов, дивизия Маккензи отступила в хорошем порядке при своевременной поддержке со стороны 14-го лёгкого драгунского полка и лёгкой кавалерии Королевского немецкого легиона. На следующий день 1-й корпус Виктора и 4-й корпус Себастьяни при поддержке мадридского гарнизона под общим руководством короля Жозефа выступили против войск Уэлсли, окопавшихся на высотах Талаверы. Две атаки, предпринятые утром дивизией генерала Рюффена, уже провалились. Жозеф и начальник его штаба маршал Журдан прибыли на поле боя в 10 часов утра. Король поначалу оставался осторожным в отношении идеи третьего штурма, который Журдан, со своей стороны, считал «самоубийственным»; однако, столкнувшись с порывистостью Виктора, Жозеф согласился попытаться совершить окончательный прорыв. В 2 часа ночи 80 французских пушек открыли огонь по позициям противника, и быстро подавили 36 англо-испанских орудий. Немецкая дивизия Леваля наступала первой на левом фланге, но, подавленная шквальным огнём, отступила с большими потерями. В 3 часа ночи настала очередь Лаписса и Себастьяни соответственно справа и в центре вступить в бой с дивизией Шербрука. 16-й лёгкий и 45-й линейный бригады Лаплана, сформированные в колонны по дивизионам, дали отпор вражеским застрельщикам и начали расстреливать выжидавшую британскую пехоту. Французы были всего в 50 метрах от них, когда британцы дали сокрушительный залп. Сражённые в упор, пехотинцы Лаписса падали сотнями, а выжившие бежали, преследуемые штыками Шербрука. В своём наступлении британская гвардия и несколько подразделений Королевского немецкого легиона слишком увлеклись преследованием и, в свою очередь, были уничтожены оставшейся позади второй бригадой Лаписса. Генерал Лангверт был убит. Себастьяни и Лаписс возобновили своё продвижение и снова вступили в контакт с британской линией, которую Уэлсли усилил свежими войсками. Перестрелка перерастает в ожесточённую схватку. С обеих сторон пало 1700 человек. Наконец, французы отступили. Лаписс был смертельно ранен во время штурма 16-го лёгкого полка Генерал был доставлен в Санта-Олалью, где скончался через два дня.
В своём журнале кампании полковник Франсуа Виго-Руссильон, тогдашний командир батальона 8-го линейного пехотного полка, высказал суровую оценку генералу Лаписсу: «Моё удивление было огромным, когда я увидел, что генерал держит свою карту задом наперёд. Дело в том, что он не знал, как её прочитать. Адъютант управлял всеми делами, писал от своего имени и возглавлял дивизию. Император, видя генерала только во главе своих войск, считал его более способным. Это правда, что он был храбрым, но не более того».

## Воинские звания
- Солдат (27 ноября 1778 года);
- Сержант (5 апреля 1784 года);
- Лейтенант (19 декабря 1789 года);
- Капитан (2 августа 1793 года);
- Командир батальона (22 марта 1794 года);
- Полковник (8 ноября 1795 года, утверждён 19 мая 1796 года);
- Бригадный генерал (26 сентября 1799 года, утверждён 19 октября 1799 года);
- Дивизионный генерал (30 декабря 1806 года).

## Титулы

Герб барона

- Барон Сент-Элен и Империи (фр. baron de Sainte-Hélène et de l'Empire; декрет от 19 марта 1808 года, патент подтверждён 26 октября 1808 года в Париже)[2][3].

## Награды
Легионер ордена Почётного легиона (11 декабря 1803 года)
 Коммандан ордена Почётного легиона (14 июня 1804 года)
 Кавалер ордена Железной короны (12 сентября 1808 года)